# William Cadogan (7e comte Cadogan)
William Gerald Charles Cadogan (13 février 1914 - 4 juillet 1997) est un pair britannique et un soldat professionnel.

## Jeunesse
Né le 13 février 1914, il est le fils aîné de Gerald Cadogan (6e comte Cadogan) et de son épouse Lilian Cadogan. Il fait ses études au Collège d'Eton .
Il hérite de ses titres à la mort de son père le 4 octobre 1933, son siège familial à Culford Park est vendu en 1935 et devient Culford School.

## Carrière
Cadogan rejoint l'armée et atteint le grade de capitaine dans les Coldstream Guards, participant à la Seconde Guerre mondiale. Le 4 février 1943, en tant que lieutenant (capitaine provisoire), il reçoit la Croix militaire (MC) « en reconnaissance des services courageux et distingués au Moyen-Orient ».
Le 1er mai 1947, il est transféré de la Réserve des officiers au Royal Wiltshire Yeomanry, une unité de l'armée territoriale du Royal Armored Corps et est promu lieutenant-colonel. Il démissionne de sa commission le 1er mai 1948 et obtient le grade honorifique de lieutenant-colonel.
Cadogan est lieutenant adjoint (DL) du comté de Londres en 1958 et maire de Chelsea en 1964.
À sa mort en 1997, ses titres passent à son fils Charles.

## Vie privée
Cadogan se marie deux fois; d'abord, le 11 juin 1936, à l'hon. Primrose Lilian Yarde-Buller, fille de John Yarde-Buller (3e baron Churston) de Churston Ferrers et Lupton et d'autre part à Cecilia Margaret Hamilton-Wedderburn (10 mars 1916 - 31 mars 1999), fille du lieutenant-colonel Henry Kellerman Hamilton-Wedderburn, le 13 janvier 1961. Avec sa première femme, il a quatre enfants, dont son héritier Charles Gerald John Cadogan, 8e comte Cadogan .
Il est franc-maçon et est le Pro Grand Maître de la Grande Loge unie d'Angleterre de 1969 à 1982.